# Fiener Bruch
Fiener Bruch este o arie protejată (arie specială de conservare — SAC, sit de importanță comunitară — SCI) din Germania întinsă pe o suprafață de 159 ha, integral pe uscat.

## Localizare
Centrul sitului Fiener Bruch este situat la coordonatele 52°19′08″N 12°12′57″E / 52.3189°N 12.2158°E.

## Înființare
Situl Fiener Bruch a fost declarat sit de importanță comunitară în octombrie 2000 pentru a proteja 1 specie de animale. Situl a fost protejat și ca arie specială de conservare în decembrie 2018.

## Biodiversitate
Situată în ecoregiunea continentală, aria protejată conține 2 habitate naturale: Cursuri de apă de la nivel de câmpie la nivel montan, cu vegetație Ranunculion fluitantis și Callitricho-Batrachion, Liziere de ierburi înalte hidrofile de câmpie și de nivel montan până la alpin.
La baza desemnării sitului se află o specie protejată de  mamifere: vidră de râu (Lutra lutra)
Pe lângă speciile protejate, pe teritoriul sitului au mai fost identificate 1 specie de plante, 3 specii de amfibieni, 1 specie de nevertebrate.